# 整備補給群 (第6航空団)
第6航空団整備補給群（だい6こうくうだんせいびほきゅうぐん）は、小松基地に所在する第6航空団隷下の部隊である。

## 概要
小松基地に所在する航空機部隊（第6航空団飛行群・航空戦術教導団飛行教導群）に所属する航空機や車両などの点検整備業務および同業務で使用する物品の補給・保管等を任務とする。

## 部隊編成
- 群本部
- 第1整備隊（F-35A担当）
- 第2整備隊（F-15J/DJ・T-4担当）
- 検査隊
- 装備隊
- 修理隊
- 車両器材隊
- 補給隊

## 主要幹部
| 官職名                  | 階級    | 氏名   | 補職発令日     | 前職                             |
| ----------------------- | ------- | ------ | -------------- | -------------------------------- |
| 第6航空団整備補給群司令 | 1等空佐 | 丸山勲 | 2020年08月26日 | 航空教育集団司令部装備部装備課長 |

| 代 | 氏名       | 在職期間                                                     | 前職                                      | 後職                                        |
| -- | ---------- | ------------------------------------------------------------ | ----------------------------------------- | ------------------------------------------- |
|    | 田中保寿   | 1962年04月10日 - 1963年07月31日 ※第6航空団司令部装備部長兼補 | 航空総隊司令部勤務                        | 航空幕僚監部防衛部防衛課編成班長            |
|    | 小松脩一郎 | 0000年00月00日 - 1965年07月15日                              |                                           | 航空幕僚監部付                              |
|    | 石田達夫   | 0000年00月00日 - 1968年07月15日                              |                                           | 航空自衛隊補給統制処付                      |
|    | 佐藤肇     | 1968年07月16日 - 1970年03月15日                              | 航空幕僚監部防衛部防衛課研究班長          | 統合幕僚会議事務局第2幕僚室勤務             |
|    | 木村民穂   | 1970年03月16日 - 1971年07月15日                              | 西部航空方面隊司令部勤務                  | 航空幕僚監部人事教育部付                    |
|    | 志摩一郎   | 1971年07月16日 - 1973年07月15日                              | 航空総隊司令部防衛部情報班長              | 航空幕僚監部監理部総務課勤務                |
|    | 近松行夫   | 1973年07月16日 - 1975年04月15日                              | 航空自衛隊幹部学校勤務                    | 第81航空隊副司令                            |
|    | 立山元春   | 0000年00月00日 - 1977年03月15日                              |                                           | 航空幕僚監部装備部装備課調整班長            |
|    | 大島直彦   | 1977年03月16日 - 1978年03月30日                              | 航空幕僚監部装備部整備課計画班長          | 航空幕僚監部装備部装備課調整班長            |
|    |            | 0000年00月00日 - 0000年00月00日                              |                                           |                                             |
|    | 松尾豊     | 1980年03月17日 - 1981年03月30日                              | 航空幕僚監部装備部整備課 整備第1班長      | 航空幕僚監部装備部装備課調整班長            |
|    |            | 0000年00月00日 - 0000年00月00日                              |                                           |                                             |
|    | 山本要     | 0000年00月00日 - 1984年10月31日                              |                                           | 統合幕僚学校教務課教務班長                  |
|    |            | 0000年00月00日 - 0000年00月00日                              |                                           |                                             |
|    | 尾頭誠     | 1987年03月16日 - 1988年03月15日                              | 航空幕僚監部監理部会計課予算班長          | 航空幕僚監部監理部会計課長                  |
|    | 秋谷孟     | 1988年03月16日 - 1990年03月15日                              | 航空幕僚監部装備部補給課計画班長          | 航空自衛隊幹部学校勤務                      |
|    | 松岡弘行   | 1990年03月16日 - 1992年03月15日                              | 航空幕僚監部装備部補給課 補給第2班長      | 航空幕僚監部装備部装備課長                  |
|    | 岡田秀雄   | 1992年03月16日 - 1993年11月30日                              | 飛行開発実験団誘導武器開発実験隊長        | 飛行開発実験団副司令                        |
|    | 竹村肇     | 1993年12月01日 - 1994年11月30日                              | 航空開発実験集団司令部装備課長            | 特別航空輸送隊副司令                        |
|    | 水ノ江満   | 1994年12月01日 - 1997年06月30日                              | 航空自衛隊補給本部勤務                    | 航空総隊司令部装備部計画課長                |
|    | 千葉修一   | 1997年07月01日 - 2000年03月31日                              | 航空幕僚監部人事教育部人事計画課 研究班長 | 中部航空方面隊司令部装備部長                |
|    | 池田勝     | 2000年04月01日 - 2002年12月01日                              | 航空幕僚監部防衛部通信電子課 総括班長     | 中部航空方面隊司令部装備部長                |
|    | 杉森博隆   | 2002年12月02日 - 0000年00月00日                              | 航空幕僚監部装備部補給課計画班長          |                                             |
|    |            | 0000年00月00日 - 0000年00月00日                              |                                           |                                             |
|    | 神田政晴   | 0000年00月00日 - 2007年03月31日                              |                                           | 航空幕僚監部会計監査室長                    |
|    | 浅井俊幸   | 2007年04月01日 - 2008年11月30日                              | 第13飛行教育団整備補給群司令              | 航空自衛隊第2補給処副処長                   |
|    | 外枦保実   | 2008年12月01日 - 2010年11月30日                              | 航空総隊司令部防衛部通信電子課長          | 航空幕僚監部監理官                          |
|    | 益田孝     | 2010年12月01日 - 2012年07月25日                              | 第1航空団整備補給群司令                   | 航空総隊司令部装備部計画課長                |
|    | 小島隆     | 2012年07月26日 - 2013年12月17日                              | 航空幕僚監部総務部総務課渉外班長          | 航空幕僚監部技術部技術課長                  |
|    | 阿部智康   | 2013年12月18日 - 2016年07月31日                              | 航空幕僚監部装備部補給課計画班長          | 航空幕僚監部総務部総務課 国際人道業務室長   |
|    | 近藤博之   | 2016年08月01日 - 2018年04月22日                              | 航空開発実験集団司令部装備課長            |                                             |
|    | 今泉雅博   | 2018年04月23日 - 2020年08月25日                              | 航空幕僚監部装備計画部 整備・補給課勤務   | 航空幕僚監部装備計画部整備・補給課 補給室長 |
|    | 丸山勲     | 2020年08月26日 -                                             | 航空教育集団司令部装備部装備課長          |                                             |